# Nyssodrysternum striatellum
Nyssodrysternum striatellum es una especie de escarabajo longicornio del género Nyssodrysternum, tribu Acanthocinini, subfamilia Lamiinae. Fue descrita científicamente por Tippmann en 1960.

## Descripción
Mide 9-13 milímetros de longitud.

## Distribución
Se distribuye por Bolivia, Brasil, Ecuador, Guayana Francesa y Perú.